# طريق الباطنة السريع
طريق الباطنة السريع هو طريق سريع مكون من 8 حارات في سلطنة عمان يبلغ طوله 256 كم ويربط طريق مسقط السريع في حلبان مع حدود دولة الإمارات العربية المتحدة في خطمة ملاحة. افتُتح في 6 مايو 2018.

## تاريخه
تم افتتاح طريق الباطنة السريع للجمهور في 6 مايو 2018. يُعد هذا المشروع من أكبر مشاريع البنية التحتية للطرق في سلطنة عمان، ويتكون من 1,106 قناة خرسانية، و25 جسرًا تعبر الأودية، و17 جسرًا علويًا، و12 نفقًا، بالإضافة إلى تجهيزات تقنية أخرى للتغلب على العقبات الأرضية. يحتوي الطريق السريع على أربعة مسارات في كل اتجاه، واكتمل في فترة زمنية قدرها ست سنوات، بتكلفة بلغت 800 مليون ريال.